# 에드먼턴 가든
에드먼턴 가든(영어: Edmonton Gardens) 캐나다 앨버타주 에드먼턴에 위치한 실내 경기장이다. 과거 WHA 앨버타 오일러스/에드먼턴 오일러스의 홈경기장으로 사용했다.